# عبدالقادر حر
عبدالقادر حر (انگلیسی: Abdelkader Horr؛ زادهٔ ۱۰ نوامبر ۱۹۵۳) یک بازیکن فوتبال اهل الجزایر است.
وی عضو تیم ملی فوتبال الجزایر در جام جهانی فوتبال ۱۹۸۲ بوده است.